# Clube Náutico das Lajes do Pico
O Clube Náutico das Lajes do Pico  (CNLP) é um clube de desporto náutico localizado na freguesia das Lajes do Pico, concelho das Lajes do Pico, na ilha do Pico, nos Açores.

## História
Os primeiros estatutos do Clube Náutico das Lajes do Pico, foram aprovados a 2 de janeiro de 1978 (47 anos),  data que se assume como o momento que assinala o nascimento desta associação.
Segundo esse documento, foram estes os seus sócios fundadores: António Manuel Melo Garcia Machado, António Domingos Ávila, João Manuel Ávila Machado, José Garcia Barreto, Jorge Joaquim da Silva Machado, Artur Manuel Ferreira Xavier, Mário Eduardo da Silva Domingos, Manuel Rodrigues Pimentel, Domingos Manuel Macedo Brum e Germano Manuel Garcia Moniz.

### Antecedentes
A costa Sul da Ilha do Pico foi uma referência na atividade da baleação, com três Sociedades instaladas num conjunto de armazéns, denominados casas dos  Botes da Lagoa, foram edificados nos finais do Século XIX,  propriedade das  Armações Baleeiras: Liberdade Lajense, Estrela Lajense e Venturosa Lajense.
Após a proibição da baleação, em 1986, o Clube passou a depositária de grande parte do espólio náutico dos velhos baleeiros e das respectivas armações baleeiras das Lajes do Pico, nomeadamente os cinco botes baleeiros e a lancha motora de reboque - "Cigana", tendo-lhes sido destinado pelo Município  um pequeno edifício junto às  míticas Casas dos Botes Baleeiros da Lagoa para instalação da sua sede social.

Em 2010 foi cedido ao Clube a lancha baleeira “Rosa Maria”.

### A fundação
Os seus estatudos foram alterados e publicados em Jornal oficial a  14 de novembro de 2008 (16 anos), foi-lhe também reconhecido o estatuto de  instituição de Utilidade Pública desde 31 de Outubro de 2008.
Da natureza jurídica do Clube assume-se como(...) "uma associação de direito público, de natureza desportiva, recreativa e cultural, sem fins lucrativos, com sede na vila das Lajes do Pico".
"Para desenvolvimento dos seus fins, o CNLP pode integrar-se nas diversas expressões de associativismo do desporto náutico, nomeadamente em associações e federações." 

## Insígnias
CNLP dispõe de bandeira, distintivo e emblema.
Bandeira - rectangular, atravessada por uma diagonal formando entre si dois triângulos de cores azul e branco, tendo ao centro uma roda de leme cruzada por dois remos, em castanho, contendo o nome do Clube em letras pretas, levando no seu interior um brasão branco com a Cruz de Cristo em vermelho.
Distintivo - galhardete com as mesmas cores e desenhos da bandeira.
Emblema - uma roda de leme, em castanho, contendo no seu interior o nome do Clube em letras pretas; no centro da roda do leme leva um brasão branco com a Cruz de Cristo em vermelho.

## Atividades
Inicialmente, junto dos mais jovens, dedicou-se à aprendizagem da vela ligeira nas classes Vouga e Lusitos. Só mais tarde se iniciou nas classes Optimist e Vaurien.
A vela, a pesca desportiva, e mais tarde a canoagem e o mergulho, constituíram as actividades a que o Clube se dedicou desde a sua fundação.

## Galeria

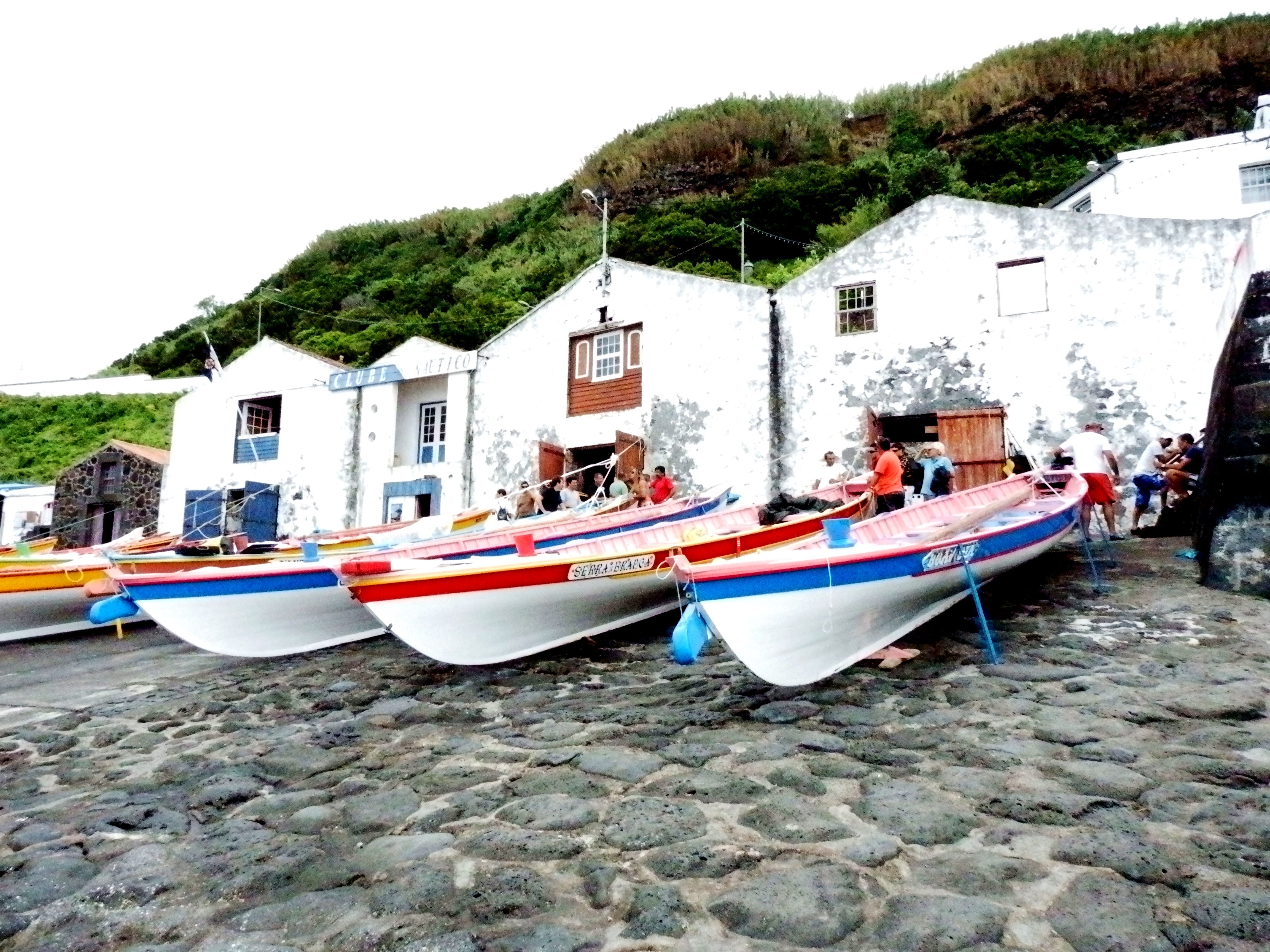
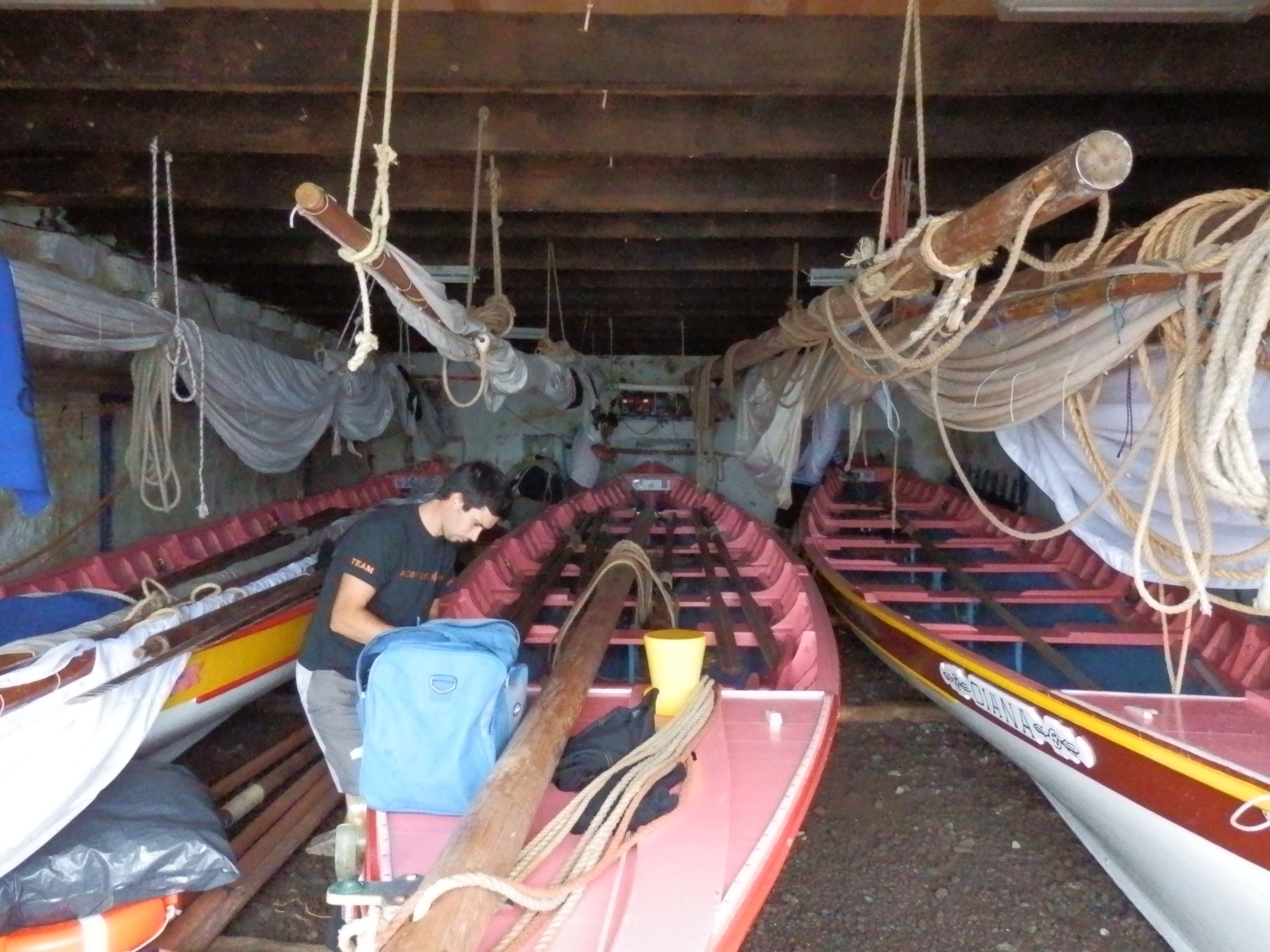
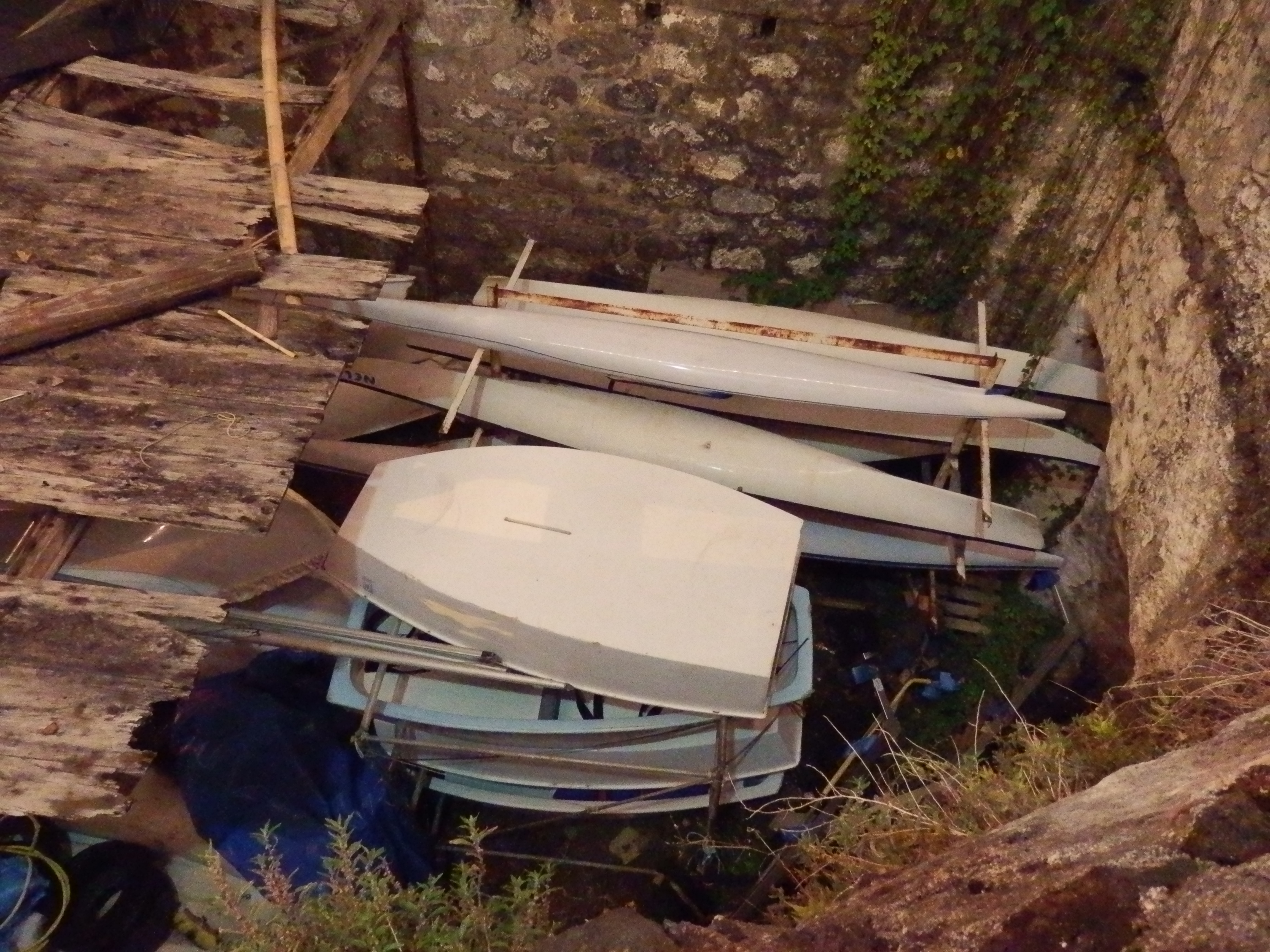
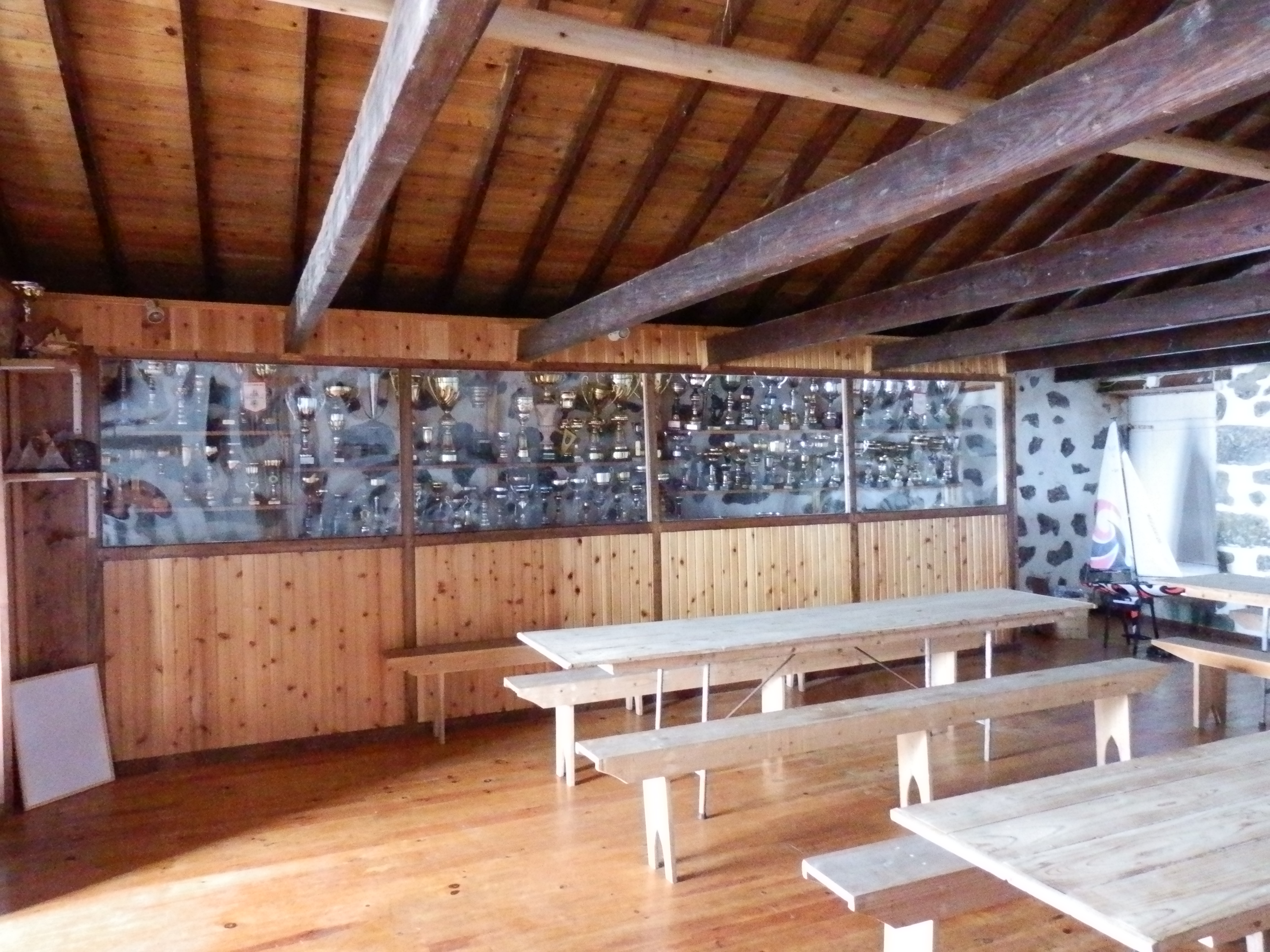
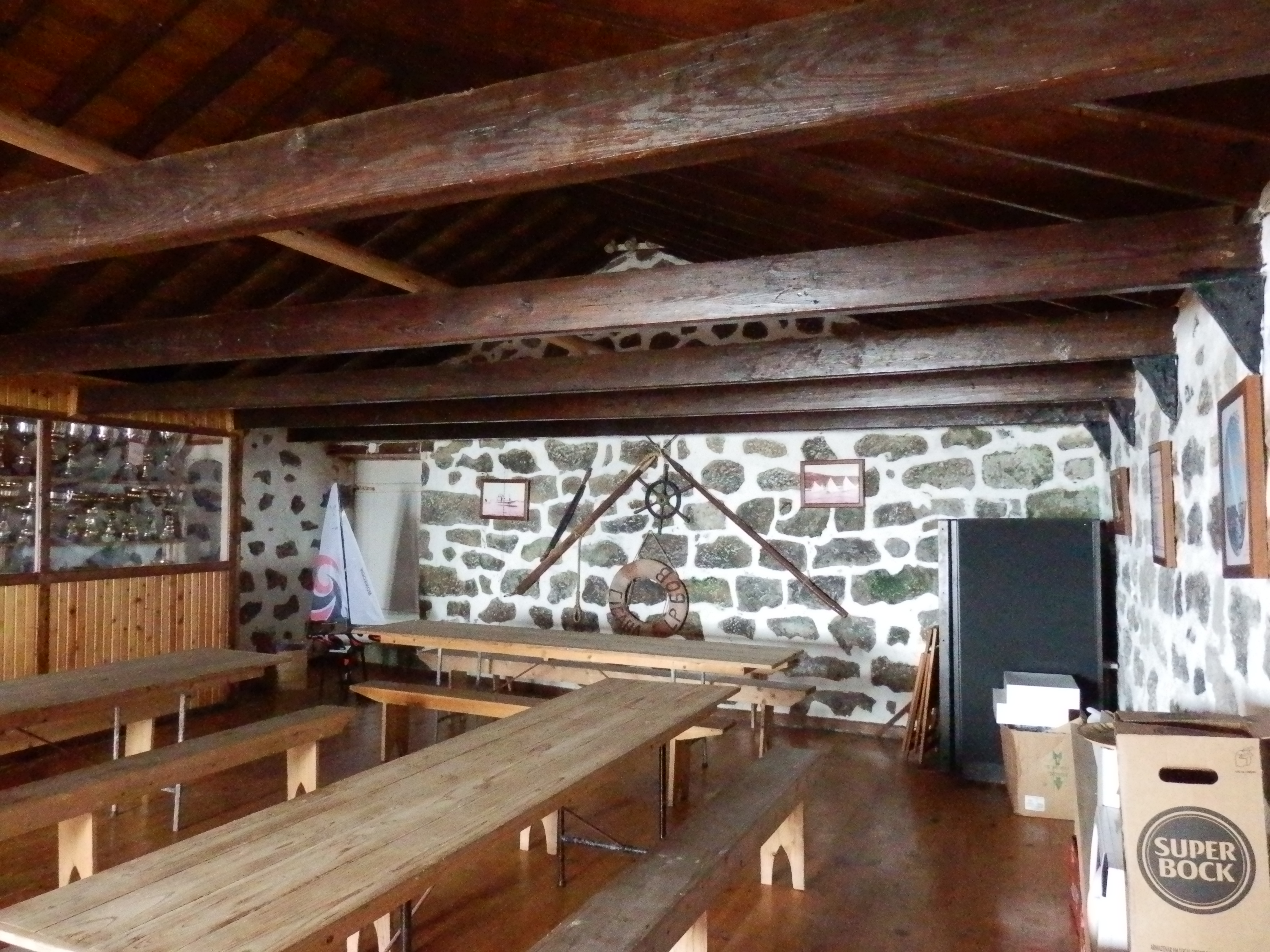